# TVB
Television Broadcasts Limited, (電視廣播有限公司) allmänt TVB, är en TV-station i Hongkong.  De påbörjade sina sändningar den 19 november 1967. Med ungefär 4 500 anställda utgör den en av två stationer som sänder Free-to-air i Hong Kongs TV-utbud. Den andra är dess huvudkonkurrent, Asia Television Limited.

## Fotnoter
1. ↑  Bolaget registrerades 26 juli 1965 C.R. No:0011781（Television Broadcasts Limited）—The Cyber Search Centre of the Integrated Companies Registry Information System Arkiverad 23 juni 2017 hämtat från the Wayback Machine.
2. ↑  ”Corporate Information”. Television Broadcasts Limited. 2006. Arkiverad från originalet den 25 september 2012. https://web.archive.org/web/20120925074407/http://www.tvb.com/affairs/faq/tvbgroup/tvb_e.html. Läst 30 oktober 2012.